# San Salvador, Tlanchinol
San Salvador är en ort i Mexiko.   Den ligger i kommunen Tlanchinol och delstaten Hidalgo, i den sydöstra delen av landet, 180 km norr om huvudstaden Mexico City. San Salvador ligger 675 meter över havet och antalet invånare är 497.
Terrängen runt San Salvador är bergig söderut, men norrut är den kuperad. Runt San Salvador är det ganska tätbefolkat, med 166 invånare per kvadratkilometer. Närmaste större samhälle är Tlanchinol, 6,5 km väster om San Salvador. Omgivningarna runt San Salvador är en mosaik av jordbruksmark och naturlig växtlighet.